# Zasadowość kwasów
Zasadowość kwasu, protonowość kwasu to liczba atomów wodoru w cząsteczce kwasu, które mogą oddysocjować lub zostać zastąpione atomami metalu.
W zależności od tej liczby wyróżnia się kwasy jednozasadowe (inaczej jednoprotonowe), np. kwas solny HCl, i wielozasadowe (wieloprotonowe), np. dwuzasadowy kwas jabłkowy oraz trójzasadowe kwas cytrynowy i kwas ortofosforowy H3PO4. Kwasy wielozasadowe dysocjują wielostopniowo i tworzą sole obojętne i wodorosole.